# Парнелл (Айова)
Парнелл (англ. Parnell) — місто (англ. city) в США, в окрузі Айова штату Айова. Населення — 194 особи (2020).

## Географія
Парнелл розташований за координатами 41°35′1″ пн. ш. 92°0′16″ зх. д. / 41.58361° пн. ш. 92.00444° зх. д. (41.583661, -92.004558).  За даними Бюро перепису населення США в 2010 році місто мало площу 0,45 км², уся площа — суходіл.

## Демографія
Згідно з переписом 2010 року, у місті мешкали 193 особи в 87 домогосподарствах у складі 43 родин. Густота населення становила 431 особа/км².  Було 100 помешкань (223/км²).
Расовий склад населення:
| - 97,4 % — білих - 2,1 % — корінних американців |

До двох чи більше рас належало 0,5 %. Частка іспаномовних становила 0,5 % від усіх жителів.
За віковим діапазоном населення розподілялося таким чином: 25,4 % — особи молодші 18 років, 65,8 % — особи у віці 18—64 років, 8,8 % — особи у віці 65 років та старші. Медіана віку мешканця становила 41,7 року. На 100 осіб жіночої статі у місті припадало 107,5 чоловіків;  на 100 жінок у віці від 18 років та старших — 111,8 чоловіків також старших 18 років.
Середній дохід на одне домашнє господарство  становив 57 492 долари США (медіана — 57 750), а середній дохід на одну сім'ю — 63 459 доларів (медіана — 61 250). За межею бідності перебувало 8,0 % осіб, у тому числі 0,0 % дітей у віці до 18 років та 28,0 % осіб у віці 65 років та старших.
Цивільне працевлаштоване населення становило 129 осіб. Основні галузі зайнятості: виробництво — 29,5 %, освіта, охорона здоров'я та соціальна допомога — 24,8 %, транспорт — 12,4 %, роздрібна торгівля — 10,1 %.